# かけがえのない人
『かけがえのない人』（かけがえのないひと、The Best of Me）は2014年のアメリカ合衆国の恋愛映画。監督はマイケル・ホフマン、出演はジェームズ・マースデンとミシェル・モナハンなど。原作はニコラス・スパークスが2011年に上梓した小説『The Best of Me』。

## ストーリー
ドーソン・コールはルイジアナ州の海上油田で働いていた。そんなある日、ドーソンは油田で発生した爆発事故に巻き込まれて海中に転落したが、奇跡的に生還を果たした。それから数ヶ月後、ドーソンは父親のように敬愛していたタックが亡くなったとの報せを受け取った。ドーソンはタックの遺言を実行するために、20年ぶりに故郷へ帰る決断を下した。ドーソンが実家に到着すると、そこには高校時代の恋人であったアマンダがいた。タックはドーソンとアマンダの復縁を望んでいたのだ。しかし、アマンダはすでにフランクと結婚していた。
ドーソンは片田舎に暮らす犯罪者一家で生まれ育った。父親の暴力に耐えかねたドーソンは、高校生の頃に家を飛び出し、タックのガレージで過ごすようになった。妻を亡くしてから孤独感を抱えていたタックは、自分の家に駆け込んできたドーソンを受け入れ、やがては実の父親のように接するようになった。
ドーソンとアマンダは同じ高校に通っており、すぐに恋に落ちていった。プロムの前日、ドーソンの父親と兄弟たちがタックの家にやって来て、タックを殴りつけた。それに激怒したドーソンは、父親を殺すべくライフルを片手に実家に乗り込んだ。乱闘騒ぎの果てに、ドーソンの従兄弟が死んでしまう。刑期を短くしてもらうこともできたのに、ドーソンは敢えて父親と兄弟たちの罪を証言した。その結果、ドーソン自身も4年間の禁固刑に服すことになった。アマンダはドーソンと一緒にいることを望んだが、彼女の将来を台無しにしたくないドーソンは、アマンダとの関係を終わらせることにした。失意のアマンダは故郷から逃れるように大学へと進学していった。
タックが遺言を託した弁護士に会ったドーソンとアマンダは、タックが自らの遺灰を別荘に撒いて欲しいと願っていたことを知った。その作業を終えた2人は、燃えるようなセックスに興じた。翌日の昼食時の会話で、ドーソンはアマンダが獄中の自分と連絡を取ろうとし続けたことを知った。名残惜しい思いはあったが、アマンダはドーソンと別れて、いつもと変わらぬ日常へ戻ることにした。
しかし、ドーソンとの情熱的な恋愛を経験してしまったアマンダにとって、フランクとの愛のない結婚生活は到底耐えられるものではなかった。そんな状況下で、アマンダは自分の息子が心臓移植手術を受けなければ死ぬという事態に直面することになった。

## キャスト
- ドーソン・コール: ジェームズ・マースデン
  - 若い頃: ルーク・ブレイシー（英語版）
- アマンダ・コリアー＝レイノルズ: ミシェル・モナハン
  - 若い頃: リアナ・リベラト
- フランク・レイノルズ: セバスチャン・アーセルス（英語版）
- タック・ホステラー: ジェラルド・マクレイニー
- トミー・コール: ショーン・ブリジャース（英語版）
- テッド・コール: ロブ・メロ
- アビー・コール: ハンター・バーク
- ハーヴェイ・コリアー: ジョン・テニー - アマンダの父親。
- イヴリン・コリアー: キャロライン・グッドール
- ジャレド・レイノルズ: イアン・ネルソン（英語版）
- エイプリル: シュイラー・フィスク（英語版）
- ボビー・コール/アーロン・コール: ロビー・ラスムッセン
- クララ: ジュリア・ラシャエ（英語版）

## 製作
2011年6月17日、ワーナー・ブラザース映画がニコラス・スパークスの小説『The Best of Me』の映画化権を購入したと報じられた。2012年3月15日、製作チームがJ・ミルズ・グッドローに小説の脚色を依頼したとの報道があった。9月27日、ワーナーがマイケル・ホフマンを監督に起用し、マイケル・フェッターズに脚本のリライトを依頼したと報じられた。2013年7月25日、レラティビティ・メディアがワーナー・ブラザース映画から本作の配給権を購入したと発表した。10月22日、ミシェル・モナハンがアマンダ役に起用されたとの報道があった。
当初、ドーソン・コール役にはポール・ウォーカーが起用される予定だったが、彼が事故死したため代役を探さざるを得なくなった。2014年1月9日、『きみに読む物語』にも出演していたジェームズ・マースデンがウォーカーの代役として起用されることになったと報じられた。28日、リアナ・リベルトの出演が決まった。2月12日、ルーク・ブレイシーが本作に出演するとの報道があった。3月12日、セバスチャン・アーセルスとジェラルド・マクレイニーの出演が決まった。25日、ジョン・テニーがハーヴェイ役に起用されたとの報道があった。
2014年3月6日、本作の主要撮影がルイジアナ州ニューオーリンズで始まり、42日間にわたって撮影が行われた。4月30日と5月1日にはルイジアナ州コヴィントンでの撮影が行われた。

## サウンドトラック
2014年9月22日、サウンドトラックの発売に先立って、レディ・アンテベラムの『I Did with You』がシングルカットされた。同年10月7日、本作のサウンドトラックがアメリカ合衆国で発売された。アーロン・ジグマンが作曲した楽曲はカントリー・ミュージックを基調としたものになっている。
| #   | タイトル              | 作詞 | 作曲・編曲 | パフォーマー                | 時間 |
| --- | --------------------- | ---- | ---------- | --------------------------- | ---- |
| 1.  | 「I Did with You」    |      |            | レディ・アンテベラム        | 3:15 |
| 2.  | 「Dream Girl」        |      |            | ハンター・ヘイズ            | 3:39 |
| 3.  | 「Hold On」           |      |            | SHEL and ガレス・ダンロップ | 3:26 |
| 4.  | 「In Love Again」     |      |            | コルビー・キャレイ          | 3:31 |
| 5.  | 「The Way Things Go」 |      |            | トーマス・レット            | 4:06 |
| 6.  | 「Borrowed Time」     |      |            | トンプソン・スクエア        | 4:12 |
| 7.  | 「Lead Me」           |      |            | キップ・ムーア              | 3:50 |
| 8.  | 「Love Is a Liar」    |      |            | ケイシー・マスグレイヴス    | 3:15 |
| 9.  | 「Falling for You」   |      |            | レディ・アンテベラム        | 3:54 |
| 10. | 「Rain from Heaven」  |      |            | エリック・パスレイ          | 3:58 |
| 11. | 「All the Way」       |      |            | デヴィッド・ネイル          | 2:56 |
| 12. | 「Unchanged」         |      |            | イーライ・ヤング・バンド    | 3:35 |
| 13. | 「Sweet Jane」        |      |            | カウボーイ・ジャンキーズ    | 3:27 |
| 14. | 「Crossroads」        |      |            | フィービー・ホフマン        | 4:48 |

## 興行収入
2014年10月17日、本作は全米2936館で封切られ、公開初週末に1000万ドルを稼ぎ出し、週末興行収入ランキング初登場5位となった。この数字は前年に公開されたニコラス・スパークス原作の映画『セイフ ヘイヴン』が記録した数字（2140万ドル）の半分以下である。

## 評価
本作は批評家から酷評されている。映画批評集積サイトのRotten Tomatoesには74件のレビューがあり、批評家支持率は8%、平均点は10点満点で3.5点となっている。サイト側による批評家の見解の要約は「今までに製作された9本の映画とこれからも製作されるであろうニコラス・スパークスの小説を原作とした映画において、ファンと酷評する者の分断は明白である。『かけがえのない人』がその双方の心変わりを促すようなことはないだろう。」となっている。また、Metacriticには26件のレビューがあり、加重平均値は29/100となっている。なお、本作のCinemaScoreはB+となっている。

## エンディングに関して
本作の劇場公開版のエンディングは悲劇的な結末に終わっているが、本作DVDにはもう一つのエンディングが収録されている。そちらのバージョンはハッピーエンドになっている。